# Kostas Georgiu
Kostas Georgiu (grec:Κώστας Γιώργιου); 1951 – Luanda, 10 de juliol de 1976) fou un militar i mercenari d'origen grecoxipriota, que va guanyar una trista fama pel seu paper en la Guerra Civil angolesa com a mercenari al servei del Front Nacional d'Alliberament d'Angola, conegut com a Coronel Callan. Va ser executat després del judici de Luanda per les seves activitats durant la guerra civil angolesa.

## Joventut
Georgiu va néixer en 1951 a Xipre, quan l'illa era un protectorat colonial britànic. En la dècada de 1960 la seva família es va traslladar a Londres. Encara que es van fer ciutadans britànics, els Georgiou i molts xipriotes que van viure en el Regne Unit en aquells anys no es van identificar amb la seva nova pàtria. Especialment durant la rebel·lió de militants grecs del moviment Enosi (unitat) que van voler annexar l'illa a Grècia.
Malgrat això, Georgiu va fer el seu servei nacional en 1969 quan tenia 18 anys al 1r Batalló, Regiment de Paracaigudistes a Irlanda del Nord. Va ser un tirador excel·lent, però va ser llicenciat tan bon punt una cort marcial el va trobar trobés culpable juntament amb el seu amic Mick Wainhouse de robar una oficina de correus el 5 de febrer de 1972. Georgiou fou sentenciat a cinc anys de presó. Encara que posteriorment Georgiou deia que tenia un rang de coronel, mai va rebre capacitació d'oficial militar, i quan va ser llicenciat tenia el grau de caporal.

## Activitats com a mercenari
En 1975 Portugal havia reconegut la independència d'Angola i al govern del MPLA alineat amb la Unió Soviètica. El nou govern va buscar i va rebre ajuda mitjançant assessors militars cubans, tropes i armes per poder lluitar contra grups rivals, que incloïen al FNLA que era recolzat per Estats Units i a UNITA que era recolzat per Sud-àfrica, que rebien una mica de fons dels nord-americans però cap ajuda militar concreta. Simultàniament, el FNLA va començar a reclutar ex-militars britànics i estatunidencs, valent-se de contactes i agents a Gran Bretanya i Estats Units. Els fons provenien de diverses organitzacions d'intel·ligència de membres de l'OTAN, incloses la CIA i el Servei Secret francès.
Per aquesta època Georgiu ja estava fora de l'exèrcit i treballava en la indústria de la construcció. Georgiu estava promés amb una dona xipriota anomenada Rona Angelo, cosina de Charlie Christodoulou, ex-paracaigudista retirat. Un exparacaigudista i conegut de Georgiu anomenat Nick Hall va publicar un avís oferint els serveis de quatre exsoldats en qualitat de mercenaris al servei de governs o partits a Àfrica. El grup estava compost de Hall, Georgiou, Charley Christodolou, i Mick Wainhouse.
Inicialment el grup va ser contactat per un ex-metge militar britànic anomenat Donald Belford que havia treballat com a voluntari en un grup d'ajuda humanitària a Àfrica alguns anys abans. i on havia tractat diversos combatents angolesos ferits durant les lluites contra els portuguesos; durant aquests contactes s'havia guanyat la seva confiança i amistat. Un d'aquests amics era Holden Roberto, líder del FNLA. Després de la independència, Belford es va convertir en l'emissari oficial de Roberto a Gran Bretanya.
Posteriorment Georgiu va començar a realitzar operacions més pròpies d'un soldat que d'algú que dona suport a un metge. El canvi va començar durant una de les batalles de l'Operació Carlota contra el FNLA a Angola del nord, quan, en notar que les tropes del FNLA es trobaven en retirada, va prendre un rifle i va atacar als membres del FAPLA, l'exèrcit del govern. Donald Belford va recomanar que hom nomenés Georgiou comandant de la força de mercenaris del FNLA al front. Desesperat per modificar el curs dels esdeveniments, Roberto va encarregar Georgiou, o Coronel Callan com es feia dir, la direcció d'una petita força de combatents portuguesos, xipriotes, britànics, i militants africans del FNLA.
Un dels portuguesos, de malnom "Madeira", era un antic campió de boxa. Un altre sobrenomenat little boy era lusoangolès oriünd de Malanje i ex-membre del BJR-ELNA, franctirador nat que més tard es va fer famós en el 32 batalló sud-africà. Eren excel·lents combatents, però un grup massa petit com per aconseguir una victòria decisiva. Així i tot, va aconseguir acumular un impressionant resultat en la seva breu campanya com a guerrillers.
En una emboscada sobre una columna del MPLA, la petita unitat va aconseguir matar 60 combatents d'un grup de 600 soldats del MPLA i cubans, destruir quatre carros de combat T-34 i quatre plataformes mòbils llançadores de coets "Katyusha". Impressionat per aquesta actuació, Holden Roberto va enviar Nick Hall de retorn a Gran Bretanya amb l'ordre de reclutar tot un batalló.
Callan es va adonar ràpidament que la força que li havia sigut encomanada estava en molt males condicions. Els africans del grup mai havien format part d'un exèrcit regular, per la qual cosa no tenien disciplina militar, i els europeus no eren una força homogènia, ja que els seus orígens eren molt diversos, i existien problemes de comunicació per la diversitat d'idiomes que parlaven. Callan va prendre un equip petit de mercenaris i va organitzar algunes incursions i matances de tropes africanes. Ràpidament la força comandada pel Coronel Callan es va fer més disciplinada i ell la va dirigir en una campanya d'atacs de sorpresa contra columnes de tancs i llençacoets Katyusha cubans i angolesos. Malgrat la seua inferioritat quant al nombre d'efectius i equipament militar, el Coronel Callan va triomfar en un sèrie d'escaramusses sagnants contra les FAPLA i els cubans, i va retardar el seu avanç pel nord.
En una fase de la seua campanya la força va rebre un reforç format per un contingent de mercenaris britànics, però la majoria d'ells mancava d'experiència en combat, com a màxim eren soldats atrets per la paga o l'aventura. Alguns eren persones que s'havien oferit per a treballs en llocs que no eren de combat com cuinar o tasques logístiques.
Un grup dels nous mercenaris intente una fugida després d'un incident entre ells. Callan els va caçar mentre tractaven de fugir a la frontera d'Angola amb Zaire, aconseguí capturar a catorze, i foren sumàriament executats i soterrats per Callan i els seus seguidors a Maquela do Zombo. Els portuguesos van declarar a la premsa portuguesa a Lisboa anys després que Callan va tenir les seues raons per a executar-los, ja que aquests eren traïdors i desertors, segons ells la imatge de Callan va ser exageradament descrita per a fer-lo veure com un dement, la seua admiració i fidelitat cap a Callan la mantingueren fins a l'últim dia en què van estar al seu costat.
Durant un dels atacs de Callan en 1976 va resultar ferit en una explosió d'un camió carregat de municions per un RPG llançat per un dels seus homes, i ell es va amagar en un poblat africà uns dies amb alguns dels seus companys britànics. Els portuguesos van sortir a una patrulla de reconeixement però no van poder tornar per ell, es van reagrupar amb altres soldats del FNLA i es van retirar cap al Nord després que es va trencar la línia del FNLA. La FAPLA i els cubans finalment capturaren al coronel Callan.
Georgiu va ser jutjat en l'anomenat judici de Luanda juntament amb altres 13 mercenaris. El principal crim pel qual el'l va condemnar va ser l'assassinat de catorze dels seus homes després que suposadament intentaren desertar. També fou acusat de matar dos civils d'Angola, i de torturar civils per a extraure informació d'intel·ligència sobre moviments de tropes. Addicionalment va ser acusat de ser "mercenari", un concepte nou que la cort angolesa del MPLA va considerar que era un crim en si mateix. La cort va trobar culpable a Georgiou dels càrrecs en contra seva sent condemnat a morir executat per un escamot d'afusellament el 10 de juliol de 1976.